# Trono

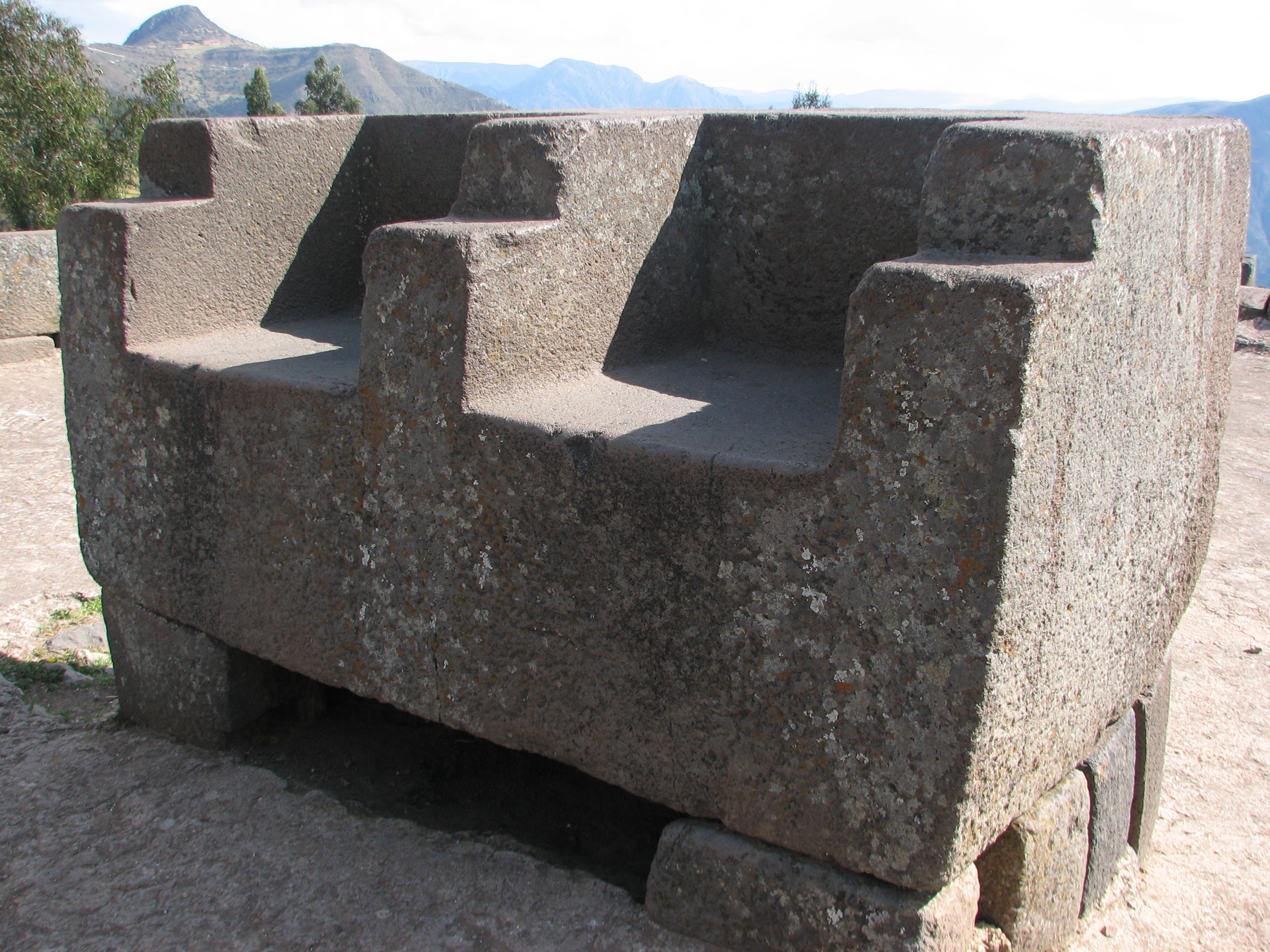
I troni di pietra incaici presso il sito archeologico di Vilcas Huamán.

Il trono è un seggio cerimoniale usato in particolare dai monarchi. Il termine deriva dal greco θρόνος (thrònos) e dal latino thronus, col significato di "ciò che sostiene", cioè "seggio".

## Caratteristiche e funzioni del trono
Il trono è di per sé un seggio alto e ornato, utilizzato per indicare la particolare importanza di colui che è destinato a sedervisi. Per tale motivo esso è attributo tipico delle divinità (sia in senso figurato che nella realizzazione di statue o altre rappresentazioni), dei sacerdoti, dei sovrani (negli ordinamenti monarchici) e dei supremi magistrati (in taluni ordinamenti repubblicani).
Per estensione il termine passa quindi spesso ad indicare l'ufficio stesso che a tali soggetti compete. Perciò, parlando di trono, è frequente che non si faccia riferimento fisicamente al seggio, quanto al regno ed al potere da esso rappresentato. Analogamente a quanto accade per la corona e per lo scettro.
Comune come concetto ad un vasto numero di culture, l'aspetto fisico del trono può però fortemente variare a seconda dei tempi e dei luoghi geografici. Così, se in Occidente esso richiama particolarmente l'aspetto di un'alta sedia rettangolare, spesso sopraelevata su un podio e non di rado sovrastata da un baldacchino, in Oriente esso assume invece generalmente forme più simili a quella di un letto di cuscini dalle proporzioni monumentali.

## Antichità
I troni sono stati trovati in tutto il canone dei mobili antichi. La raffigurazione di monarchi e divinità seduti su sedie è un topos comune nell'iconografia del Vicino Oriente antico.
Gli Achei (secondo Omero) erano noti per collocare ulteriori troni vuoti nei palazzi e nei templi reali in modo che gli dei potessero essere seduti quando lo desideravano. Il più famoso di questi troni era il trono di Apollo ad Amyclae.
I romani avevano anche due tipi di troni: uno per l'imperatore e uno per la dea Roma le cui statue erano sedute su troni, che diventavano centri di culto.

### Persia

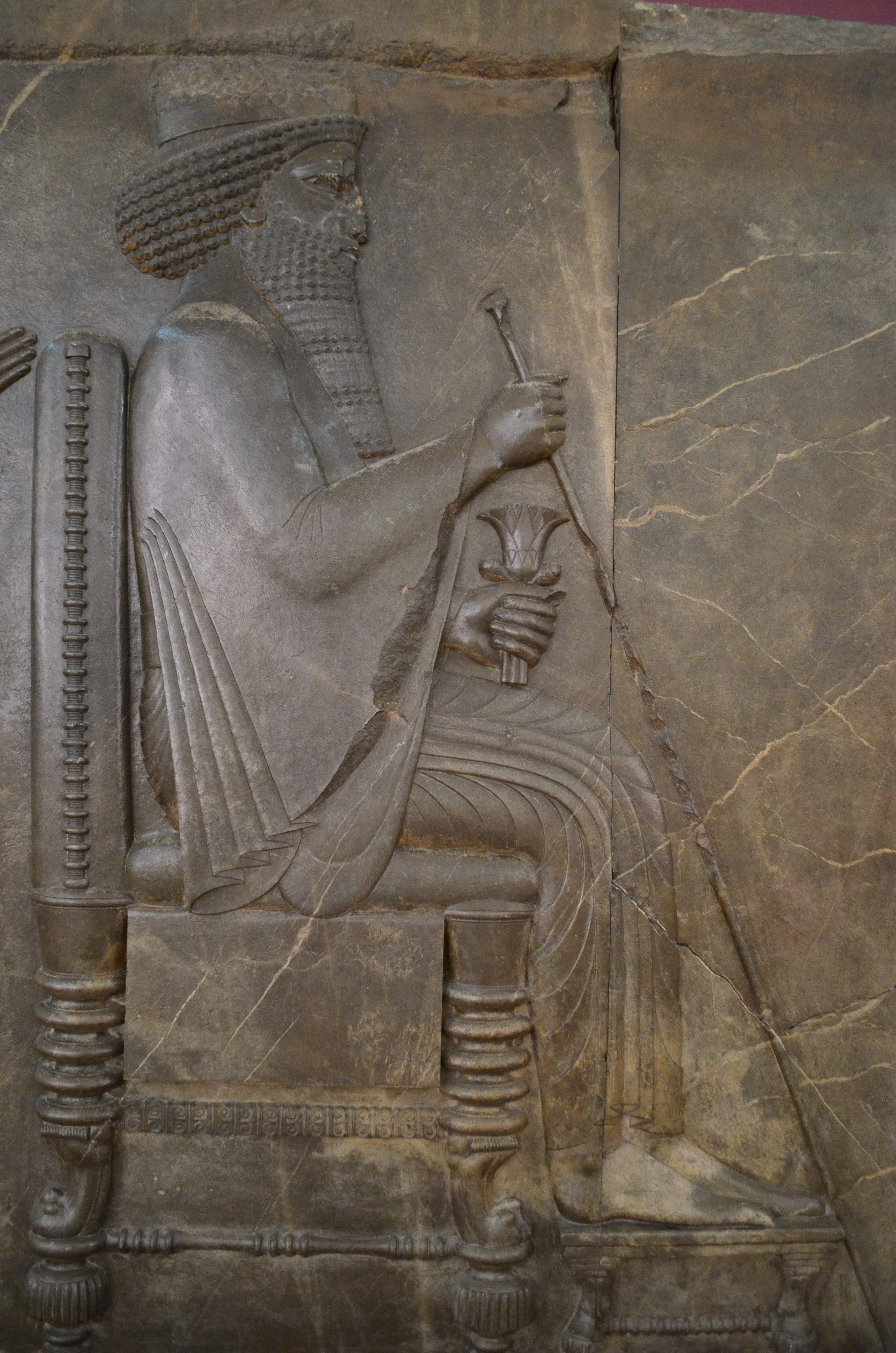
Rilievo in pietra raffigurante Serse il Grande seduto in trono

In Persia, il nome tradizionale del trono è Takht-e Padiscià. Dall'era achemenide all'ultima dinastia iraniana Pahlavi, il trono era utilizzato per gli scià seduti. Takht-e Soleyman (in persiano تخت سليمان, che significa «Trono di Salomone») è il più sacro santuario dello Zoroastrismo e dell'antico Impero sasanide.

### Bibbia ebraica
La parola "trono" nelle traduzioni inglesi della Bibbia rende l'ebraico כסא kissē'. Il faraone dell'Esodo è descritto come seduto su un trono (Esodo 11:5, 12:29), ma soprattutto il termine si riferisce al trono del regno di Israele, spesso chiamato "trono di Davide" o "trono di Salomone". Esso è descritto in 1 Re 10:18–20: "Inoltre, il re fece un grande trono d'avorio che rivestì d'oro puro. Il trono aveva sei gradini; sullo schienale c'erano teste di vitello; il sedile aveva due bracci laterali, ai cui fianchi si ergevano due leoni. Dodici leoni si ergevano di qua e di là, sui sei gradini; non ne esistevano di simili in nessun regno." Nel Libro di Ester (5:3), la stessa parola si riferisce al trono del re di Persia.
Lo stesso Dio di Israele è spesso descritto come seduto su un trono, indicato al di fuori della Bibbia come il Trono di Dio, nei Salmi e in una visione Isaia (6:1), e in particolare in Isaia 66:1, YHWH dice di se stesso "Il cielo è il mio trono, la terra lo sgabello dei miei piedi" (questo versetto è alluso da Matteo 5:34-35).

## Cristiano

### Biblico

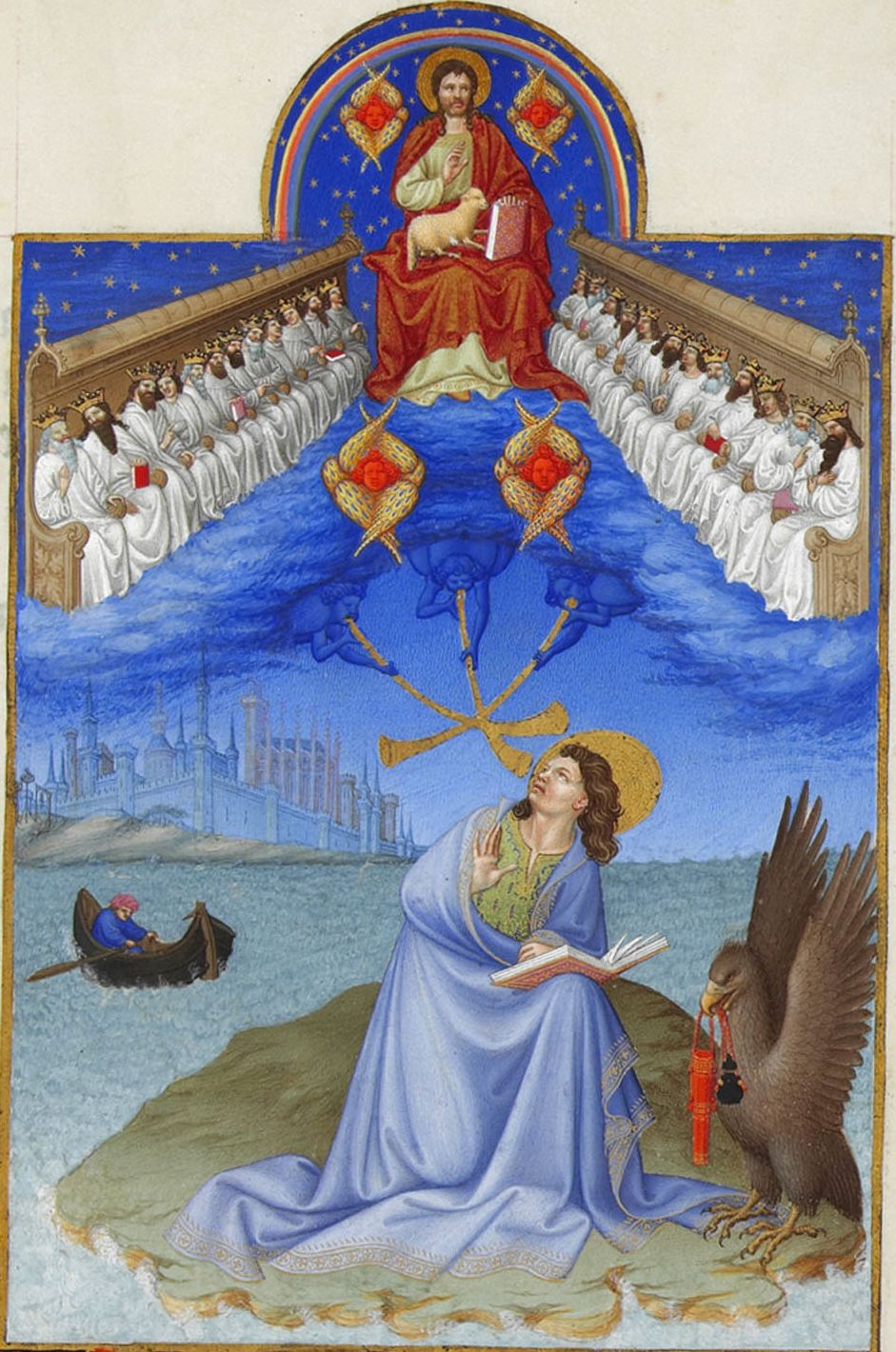
Visione di Giovanni di Patmos dal Libro dell'Apocalisse (4:4): quattro serafini circondano il trono di Cristo, ventiquattro anziani siedono sui troni ai lati (Très Riches Heures du Duc de Berry)

Nel Nuovo Testamento, anche l'angelo Gabriele si riferisce a questo trono nel Vangelo di Luca (1,32-33): "Sarà grande e chiamato Figlio dell'Altissimo; il Signore Dio gli darà il trono di Davide suo padre e regnerà per sempre sulla casa di Giacobbe e il suo regno non avrà fine".
Gesù promise ai suoi apostoli che si sarebbero seduti su "dodici troni", giudicando le dodici tribù d'Israele (Matteo 19:28). L'Apocalisse di Giovanni afferma: "Poi vidi un grande trono bianco e colui che vi sedeva sopra. La terra e il cielo fuggirono dalla sua presenza e non ci fu più posto per loro." (Apocalisse 20:11).
L'apostolo Paolo parla di "troni" in Colossesi 1:16. Lo Pseudo-Dionigi l'Areopagita, nella sua opera De Coelesti Hierarchia (VI.7), lo interpreta come riferito a uno dei ranghi degli angeli (corrispondente all'ebraico Arelim o Ophanim). Questo concetto è stato ampliato da Tommaso d'Aquino nella sua Summa Theologiae (I.108), in cui i troni si occupano di eseguire la giustizia divina.
In epoca medievale il "Trono di Salomone" era associato alla Vergine Maria, raffigurata come il trono su cui sedeva Gesù. L'avorio nella descrizione biblica del Trono di Salomone era interpretato come rappresentante della purezza, l'oro rappresentava la divinità, e i sei gradini del trono rappresentavano le sei virtù. Anche il Salmo 45:9 è stato interpretato come riferito alla Vergine Maria, con l'intero Salmo che descrive una sala del trono reale.

### Ecclesiastico
Sin dai tempi antichi, i vescovi delle chiese cattolica romana, ortodossa orientale, anglicana e di altre chiese in cui esistono uffici episcopali, sono stati formalmente seduti su un trono, chiamato cattedra (greco: κάθεδρα, posto a sedere). Situata tradizionalmente nel santuario, la cattedra simboleggia l'autorità del vescovo di insegnare la fede (da qui l'espressione "ex cathedra") e di governare il suo gregge.
Ex cathedra si riferisce all'autorità esplicativa, in particolare la procedura, usata raramente, richiesta affinché una dichiarazione papale sia "infallibile" secondo il diritto canonico cattolico romano. In diverse lingue la parola derivante da cathedra è comunemente usata per un mandato di insegnamento accademico, la cattedra di cattedra.
Dalla presenza di questa cattedra (trono), che può essere elaborata e preziosa quanto si addice a un principe secolare (anche se il prelato non è un principe della chiesa in senso secolare), la chiesa primaria di un vescovo è chiamata cattedrale. Nella Chiesa cattolica romana, una basilica (dal greco basilikos 'reale') si riferisce ora alla presenza in essa di un baldacchino papale (ombrellino), parte delle sue insegne, e si applica principalmente a molte cattedrali e chiese cattoliche di simile importanza o splendore. Nell'antichità romana una basilica era un'aula pubblica secolare. Pertanto, il termine basilica può anche riferirsi a una chiesa progettata alla maniera dell'antica basilica romana. Molte delle chiese costruite dall'imperatore Costantino il Grande e Giustiniano sono di stile basilicale.
Ad alcuni altri prelati oltre ai vescovi è consentito l'uso dei troni, come abati e badesse. Questi sono spesso più semplici dei troni usati dai vescovi e possono esserci restrizioni sullo stile e sugli ornamenti usati su di essi, secondo i regolamenti e le tradizioni della particolare denominazione.
Come segno di distinzione, i vescovi cattolici romani e i prelati superiori hanno diritto a un baldacchino sopra i loro troni in determinate funzioni ecclesiastiche. A volte è concesso con speciale privilegio a prelati inferiori ai vescovi, ma sempre con limitazioni quanto ai giorni in cui può essere usato e al carattere della sua decorazione. Il colore liturgico del baldacchino deve corrispondere a quello degli altri paramenti. Quando i monarchi regnanti partecipano alle funzioni, possono anche sedere su un trono coperto da un baldacchino, ma i loro posti devono essere fuori dal santuario.
Nella Chiesa greco-ortodossa, il trono del vescovo combina spesso le caratteristiche dello stallo del coro monastico (kathisma) con le pertinenze ereditate dalla corte bizantina, come una coppia di leoni seduti ai piedi del trono.
Il termine "trono" è spesso usato in riferimento ai patriarchi per designare la loro autorità ecclesiastica; per esempio, "il trono ecumenico" si riferisce all'autorità del patriarca ecumenico di Costantinopoli.
I vescovi occidentali possono anche usare uno sgabello detto faldistorio per adempiere allo scopo liturgico della cattedra quando non sono nella loro cattedrale.

### Papale

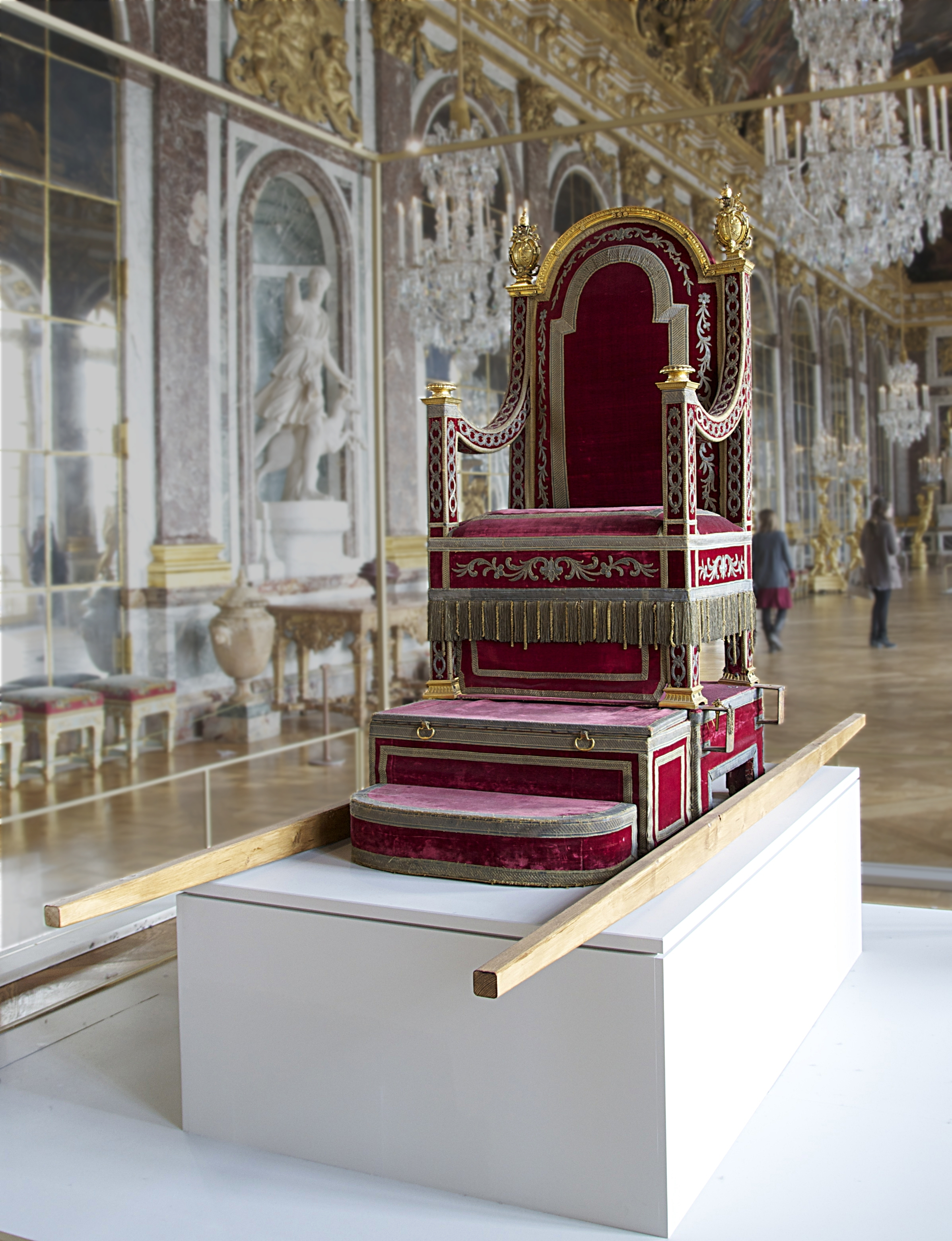
Trono gestatorio di Papa Pio VII.

Nella Chiesa cattolica romana, il papa è un monarca eletto, sia secondo il diritto canonico come capo supremo della chiesa, sia secondo il diritto internazionale come capo di Stato (chiamato "sovrano pontefice") dello Stato della Città del Vaticano (lo stato sovrano all'interno la città di Roma istituita dai Patti Lateranensi del 1929). Fino al 1870 il papa era il monarca eletto dello Stato Pontificio, che per secoli ha costituito una delle maggiori potenze politiche della divisa penisola italiana
Il trono del papa (Cathedra Romana) si trova nell'abside dell'Arcibasilica di San Giovanni in Laterano, sua cattedrale come Vescovo di Roma.
Nell'abside della Basilica di San Pietro, sopra l '"Altare della Cattedra" si trova la Cathedra Petri, un trono che si ritiene sia stato utilizzato dallo stesso San Pietro e da altri papi precedenti; questa reliquia è racchiusa in una fusione di bronzo dorato e fa parte di un vasto monumento progettato da Gian Lorenzo Bernini.
A differenza della sua cattedrale (Arcibasilica di San Giovanni in Laterano), non esiste una cattedra permanente per il papa nella Basilica di San Pietro, quindi nella basilica viene collocato un trono rimovibile ad uso del papa ogni volta che presiede una cerimonia liturgica. Prima delle riforme liturgiche avvenute a seguito del Concilio Vaticano II, un enorme trono a baldacchino amovibile era posto sopra una pedana altrettanto amovibile nel lato del coro dell'"Altare della Confessione" (l'altare maggiore sopra la tomba di San Pietro e sotto il monumentale baldacchino in bronzo); questo trono si trovava tra l'abside e l'Altare della Confessione.
Questa pratica è caduta in disuso con la riforma della liturgia papale degli anni '60 e '70 e, ogni volta che il papa celebra la messa nella Basilica di San Pietro, un trono portatile più semplice viene ora posto sulla piattaforma davanti all'Altare della Confessione. Ogni volta che Papa Benedetto XVI celebrava la Liturgia delle Ore a San Pietro, un trono rimovibile più elaborato veniva posto su una pedana a lato dell'altare. Quando il papa celebra la messa sui gradini della basilica che si affacciano su piazza San Pietro, vengono utilizzati anche troni portatili.
In passato il papa veniva anche portato occasionalmente su un trono portatile, chiamato sedia gestatoria. In origine, la sedia era utilizzata come parte dell'elaborato corteo che accompagnava le cerimonie papali che si credeva fosse l'erede più diretto dello splendore faraonico, e comprendeva una coppia di flabelli (ventagli realizzati con piume di struzzo) su entrambi i lati. Papa Giovanni Paolo I in un primo momento abbandonò l'uso di questi attrezzi, ma poi nel suo breve regno iniziò ad usare la sedia per essere visto più facilmente dalla folla. L'uso della sedia fu abbandonato da Papa Giovanni Paolo II in favore della cosiddetta "papamobile". Verso la fine del suo pontificato, Papa Giovanni Paolo II fece costruire un trono su ruote appositamente costruito che poteva essere usato all'interno.
Prima del 1978, al conclave pontificio, ogni cardinale era seduto su un trono nella Cappella Sistina durante il ballottaggio. Ogni trono aveva un baldacchino sopra di esso. Dopo un'elezione riuscita, una volta che il nuovo papa avesse accettato l'elezione e deciso con quale nome sarebbe stato conosciuto, i cardinali avrebbero abbassato tutti i loro baldacchini, lasciando solo il baldacchino del papa neoeletto. Questo è stato il primo trono del nuovo papa. Questa tradizione è stata rappresentata nel film del 1968 L'uomo venuto dal Kremlino.

## Periodo medievale e prima età moderna
Nei paesi feudali europei, i monarchi erano spesso seduti su troni, basati con ogni probabilità sulla cattedra magisteriale romana. Questi troni erano originariamente piuttosto semplici, soprattutto se confrontati con le loro controparti asiatiche. Uno dei più grandiosi e importanti era il Trono di Ivan "il Terribile". 

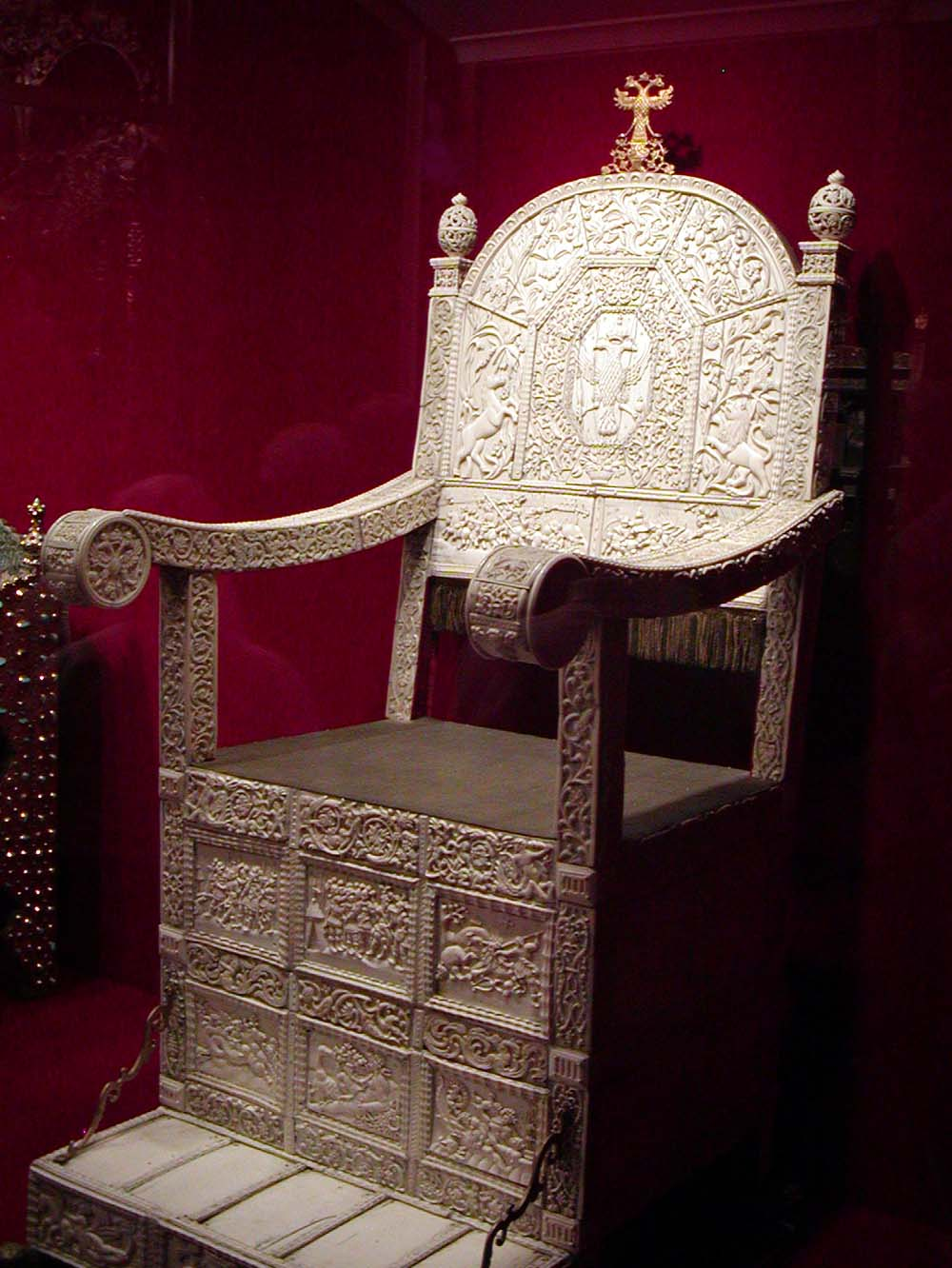
Il trono di Ivan il Terribile.

Risalente alla metà del XVI secolo, ha la forma di una sedia dallo schienale alto con braccioli e adornata con placche in avorio e osso di tricheco finemente scolpite con scene mitologiche, araldiche e di vita. Le placche scolpite con scene del racconto biblico della vita del re David sono di particolare rilevanza, poiché David era visto come l'ideale per i monarchi cristiani. In pratica, qualsiasi sedia occupata dal monarca in un ambiente formale fungeva da "trono", anche se spesso c'erano sedie speciali usate solo per questo, conservate nei luoghi in cui il monarca si recava spesso. I troni iniziarono a essere realizzati in coppia, per il re e la regina, che rimasero comuni nei periodi successivi. A volte sono identici, o il trono della regina può essere leggermente meno grandioso.
Il trono dell'Impero bizantino (Magnaura) comprendeva elaborati automi di uccelli canterini. Nella 'reggenza' (nominalmente una provincia ottomana, de facto un regno indipendente) del bey di Tunisi, il trono era chiamato kursi.
Sebbene gli esempi medievali tendessero a essere mantenuti nel primo periodo moderno, avendo acquisito l'aura della tradizione, quando furono realizzati nuovi troni continuarono gli stili medievali o erano solo versioni molto grandiose ed elaborate di sedie o poltrone contemporanee.

## Asia meridionale

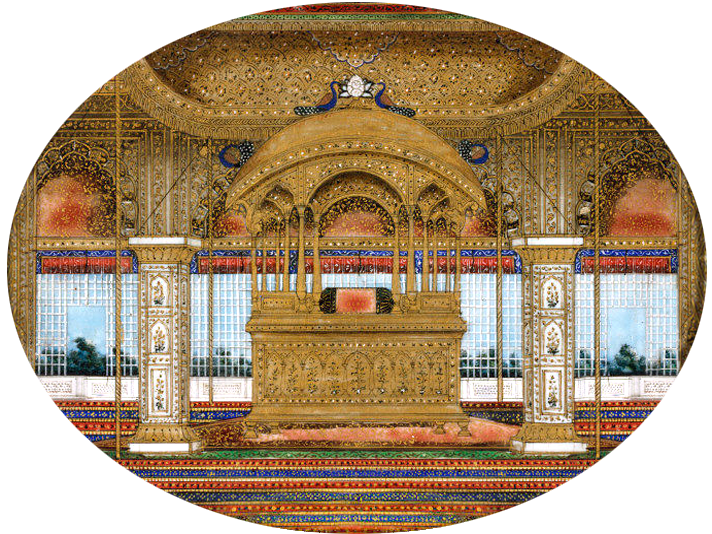
Dipinto del (più tardi) Trono del Pavone nel Diwan-i-Khas del Forte Rosso, intorno al 1850

Nel subcontinente indiano, il nome sanscrito tradizionale per il trono era siṃhāsana (lett., Sede di un leone). Ai tempi Mughal il trono era chiamato Shāhī takht ([ˈʃaːhiː ˈtəxt]). Il termine gadi o gaddi (pronuncia Hindustani: [ˈɡəd̪ːi], chiamato anche rājgaddī) si riferiva a un sedile con un cuscino usato come trono dai principi indiani. Quel termine era solitamente usato per il trono del sovrano di uno stato principesco indù, mentre tra i principi musulmani o Nawab, salvo eccezioni come la Famiglia reale dello stato di Travancore, il termine musnad ([ˈməsnəd]), scritto anche come musnud, era più comune, anche se entrambi i seggi erano simili.
Il Trono di Jahangir fu costruito dall'imperatore Mughal Jahangir nel 1602 e si trova presso il Diwan-i-Khas (sala delle udienze private) presso il Forte rosso di Agra.
Il Trono del Pavone era la sede degli imperatori Mughal dell'India. Fu commissionato all'inizio del XVII secolo dall'imperatore Shah Jahan e si trovava nel Forte rosso di Delhi. Il trono originale fu successivamente catturato e preso come trofeo di guerra nel 1739 dal re persiano Nadir Shah e da allora è andato perduto. Un trono sostitutivo basato sull'originale fu commissionato in seguito ed esistette fino alla ribellione indiana del 1857.
Il trono del Maharaja Ranjit Singh fu realizzato dall'orafo Hafez Muhammad Multani tra il 1820 e il 1830 circa. Realizzato in legno e anima in resina, ricoperto da fogli di oro sbalzato, cesellato e inciso.
Il Trono d'oro o Chinnada Simhasana o Ratna Simahasana a Kannada è la sede reale dei governanti del Regno di Mysore. Il Trono d'oro è conservato a Mysore Palace.

## Sud-est asiatico

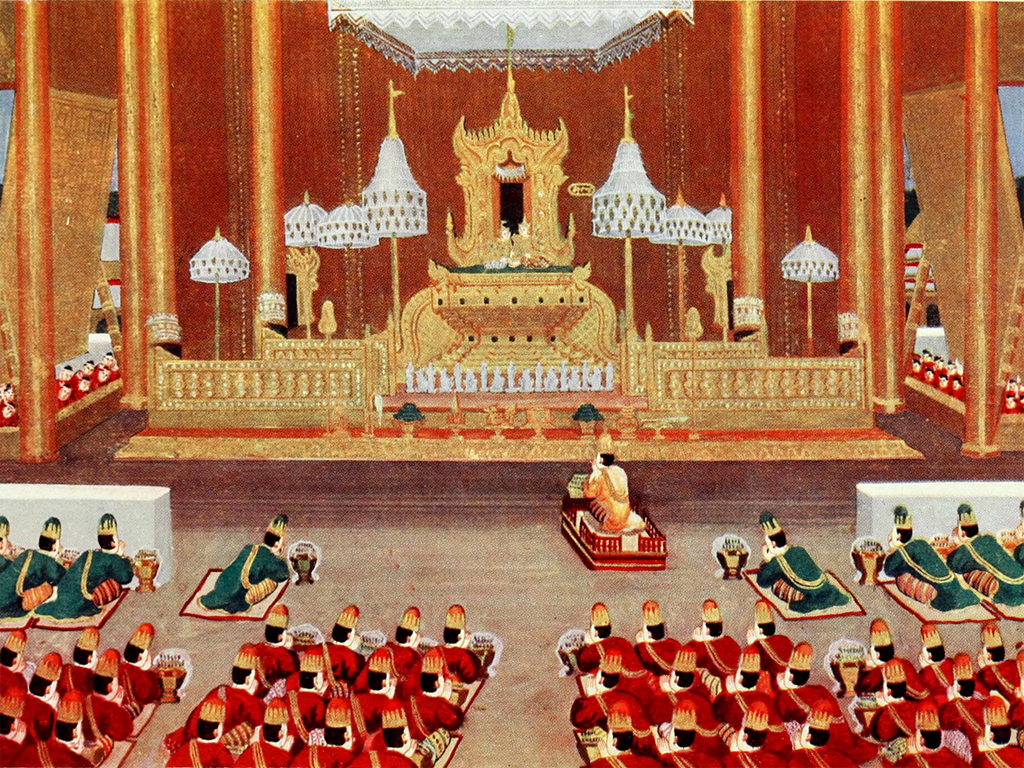
Dipinto del trono reale birmano a forma di palin

In Birmania, il nome tradizionale di un trono è palin, dal termine Pali pallaṅka, che significa "divano". Il palin birmano in epoca precoloniale era usato per far sedere il sovrano e la sua principale consorte, e oggi è usato per far sedere capi religiosi come sayadaws e immagini del Buddha. I troni reali sono chiamati yazapalin (ရာဇပလ္လင်), mentre i troni che fanno sedere immagini o statue del Buddha sono chiamati gaw pallin (ဂေါ့ပလ္လင်) o samakhan (စမ္မခဏ်), dal termine pali sammakhaṇḍa.

## Asia orientale

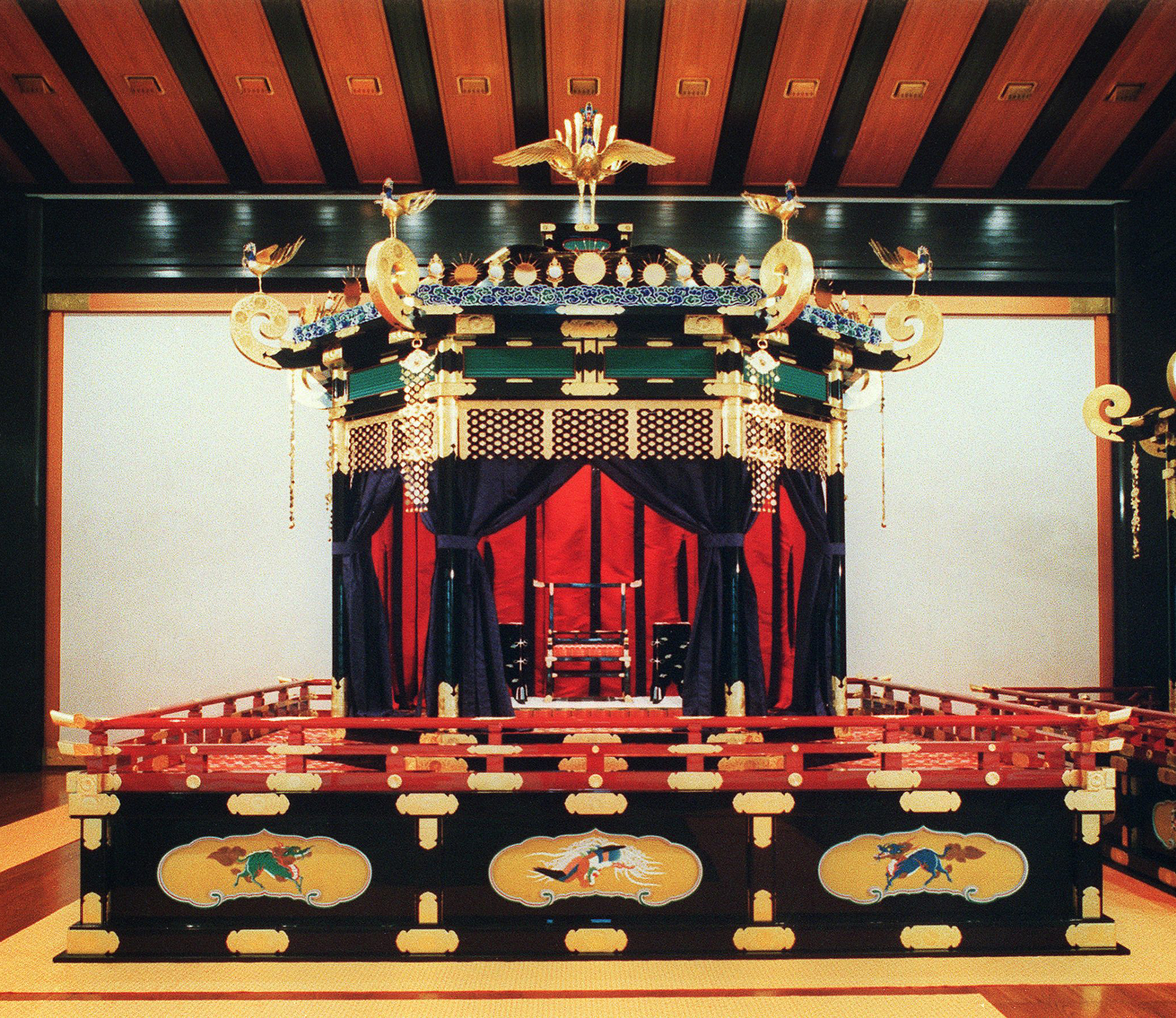
Il trono Takamikura conservato nel Palazzo Imperiale di Kyoto viene utilizzato per le cerimonie di adesione. Viene utilizzata anche la metonimia "Crysanthemum Throne".

Il Trono del Dragone è il termine usato per identificare il trono dell'imperatore della Cina. Poiché il drago era l'emblema del potere imperiale divino, il trono dell'imperatore, che era considerato un dio vivente, era conosciuto come il Trono del drago. Il termine può riferirsi a posti a sedere molto specifici, come nei posti a sedere speciali in varie strutture nella Città Proibita di Pechino o nei palazzi dell'Antico Palazzo d'Estate. In senso astratto, il "Trono del Drago" si riferisce anche retoricamente al capo dello stato e alla stessa monarchia. Si dice che l'imperatore Daoguang si riferisse al suo trono come "l'utensile divino".
Il trono degli imperatori del Vietnam è spesso indicato come ngai vàng ("trono d'oro") o ngôi báu (大寳/寶座) letteralmente "grande prezioso" (sede/posizione). Il trono è sempre adornato con il disegno e il motivo del drago vietnamita, che è il simbolo esclusivo e privilegiato degli imperatori vietnamiti. L'ultimo trono imperiale esistente in Vietnam è il trono degli imperatori Nguyễn collocato nella Sala della Suprema Armonia nella Città Imperiale di Huế. È designato come tesoro nazionale del Vietnam. Nella religione popolare vietnamita, si ritiene che gli dei, le divinità e gli spiriti ancestrali siedano figurativamente su troni nei luoghi di culto. Pertanto, sugli altari vietnamiti sono presenti vari tipi di "trono" liturgico spesso decorati con vernice rossa e dorazioni dorate.
Il Trono della Fenice (御座/어좌 eojwa) è il termine usato per identificare il trono del re di Corea. In senso astratto, il Trono della Fenice si riferisce anche retoricamente al capo di Stato della dinastia Joseon (1392–1897) e dell'Impero di Corea (1897–1910). Il trono si trova nel Palazzo Gyeongbok a Seoul.
Il trono del crisantemo (皇位, kōi, lett. "Posizione/grado imperiale") è il termine usato per identificare il trono dell'imperatore del Giappone. Il termine può anche riferirsi a posti a sedere molto specifici, come il trono takamikura (高御座) nello Shishin-den del Palazzo Imperiale di Kyoto.
Il trono del regno di Ryukyu si trova nel castello di Shuri, a Naha.

## Periodo moderno

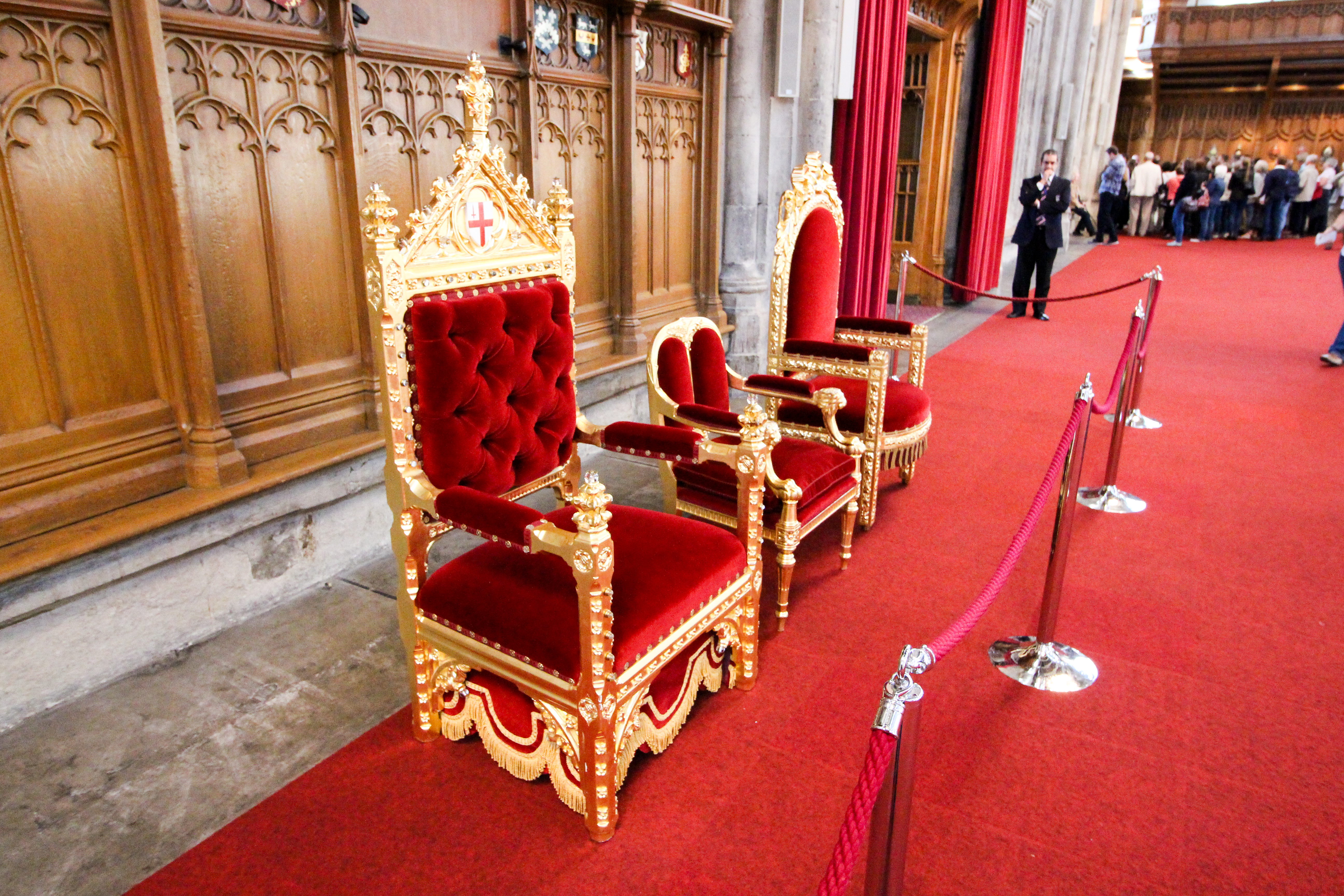
Sedia simile a un trono del Lord sindaco di Londra nella Guildhall di Londra

Durante l'Impero russo, il trono nella Sala di San Giorgio (la "Sala del Trono Maggiore") nel Palazzo d'Inverno era considerato il trono della Russia. Si trova in cima a una pedana a sette gradini con sopra un arco di proscenio e dietro il simbolo della famiglia imperiale (l'aquila bicipite). La Sala di Pietro I (la "Sala del Trono Minore") è modesta rispetto alla prima. Il trono è stato realizzato per l'imperatrice Anna Ivanovna a Londra. C'è anche un trono nella Grande Sala del Trono del Palazzo Peterhof.
In alcuni paesi con una monarchia, i troni sono ancora usati e hanno un importante significato simbolico e cerimoniale. Tra i troni più famosi ancora in uso ci sono la sedia di re Edoardo, su cui viene incoronato il monarca britannico, e i troni usati dai monarchi durante l'apertura statale dei parlamenti nel Regno Unito, Paesi Bassi, Canada, Australia e Giappone tra gli altri.
Alcune repubbliche usano sedie distintive simili a un trono in alcuni cerimoniali di stato. Il presidente dell'Irlanda siede su un ex trono vicereale durante la sua cerimonia di inaugurazione, mentre i lord mayor (titolo che indica il sindaco principale di alcune città) e i lord provost (titolo che indica il rappresentante dell'autorità municipale nelle principali città della Scozia) di molte città britanniche e irlandesi spesso presiedono i consigli locali da sedie simili a troni.

## Troni particolari o famosi
Mitologia e religione
- Trono di Zeus, nella reggia degli Olimpi sul Monte sacro.[1]

Storia
- Cattedra, nome del trono dei vescovi.
- Cattedra di San Pietro, nome del trono attribuito a San Pietro Apostolo (in realtà un manufatto del IX secolo, donato nell'875 dal re dei Franchi Carlo il Calvo a papa Giovanni VIII).[1]
- Sedia curule, nome del trono dei Re di Roma e dei supremi magistrati dell'antica Roma.
- Sedia gestatoria, nome del trono mobile dei papi della Chiesa di Roma.
- Soglio, nome del trono degli Imperatori romani, bizantini e del Sacro Romano Impero (soglio imperiale), oltre che dei pontefici della Chiesa di Roma (soglio pontificio).
- Takht-e Marmar, nome del trono marmoreo conservato nel Palazzo del Golestan, a Teheran.
- Trono del Crisantemo, nome del trono degli Imperatori del Giappone.
- Trono del Dragone, nome del trono degli Imperatori cinesi conservato nella Città Proibita di Pechino.
- Trono del Leone, nome del trono dei Dalai Lama, dei Re del Sikkim e dei Sultani delle Maldive.
- Trono della Fenice, nome del trono degli Imperatori coreani.
- Trono del Pavone, nome del trono dei Gran Mogol dell'India, degli Scià di Persia e dei Re di Birmania.
- Trono di Apollo, nome del trono conservato nella città greca di Amicle.
- Trono di Carlo Magno, nome del trono marmoreo conservato nella cattedrale di Aquisgrana.[1]
- Trono imperiale di Goslar, trono usato dagli imperatori del Sacro Romano Impero.
- Trono di Ivan il Terribile, trono eburneo utilizzato dal primo Zar di Russia.[62]
- Trono di Minosse, trono in pietra di epoca minoica dell'antico palazzo di Cnosso.[1]
- Trono di Sant'Edoardo, nome del trono utilizzato nell'incoronazione dei Re d'Inghilterra.
- Trono di Tutankhamon, nome di un trono ligneo finemente decorato rinvenuto nella tomba del faraone Tutankhamon.
- Trono Ludovisi, opera scultorea di epoca romana.

Letteratura
- Trono di Spade, seggio regale immaginario attorno al quale ruotano le vicende delle Cronache del ghiaccio e del fuoco e della serie televisiva omonima.

## Galleria d'immagini

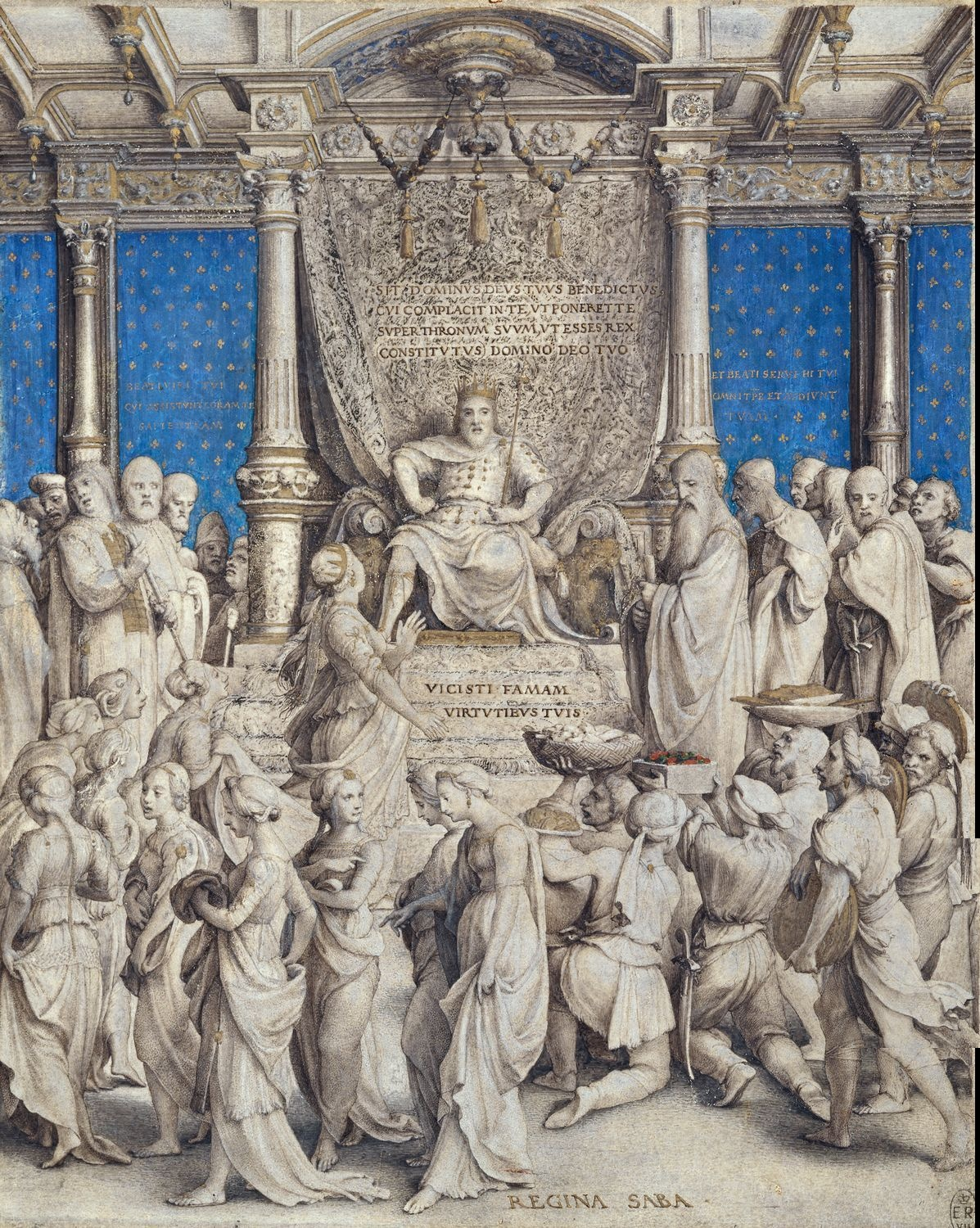
Re Salomone sul trono, 1534 circa
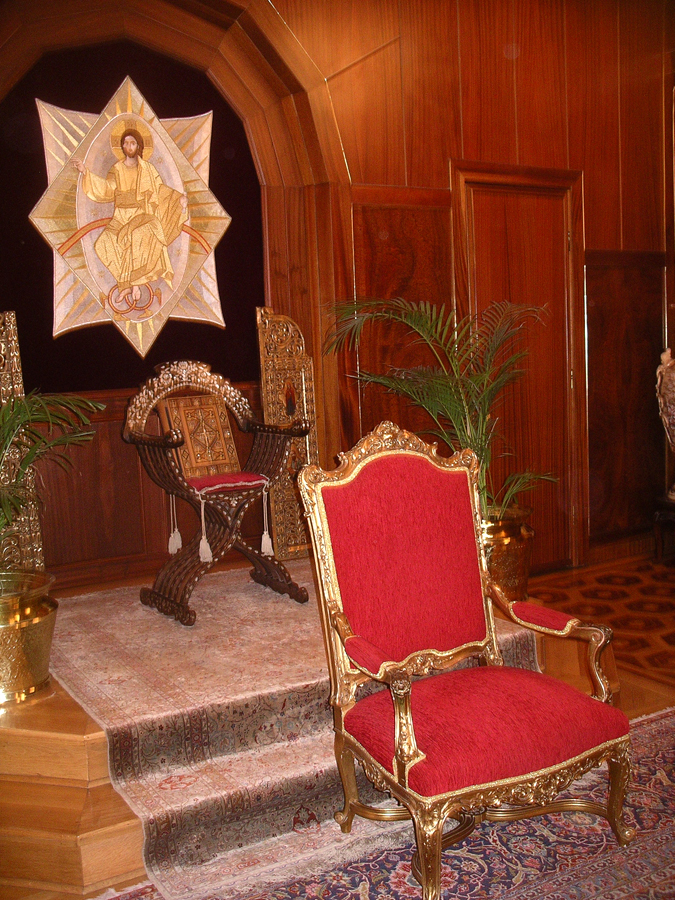
Trono del patriarca ecumenico di Costantinopoli nel Fanar, Istanbul.
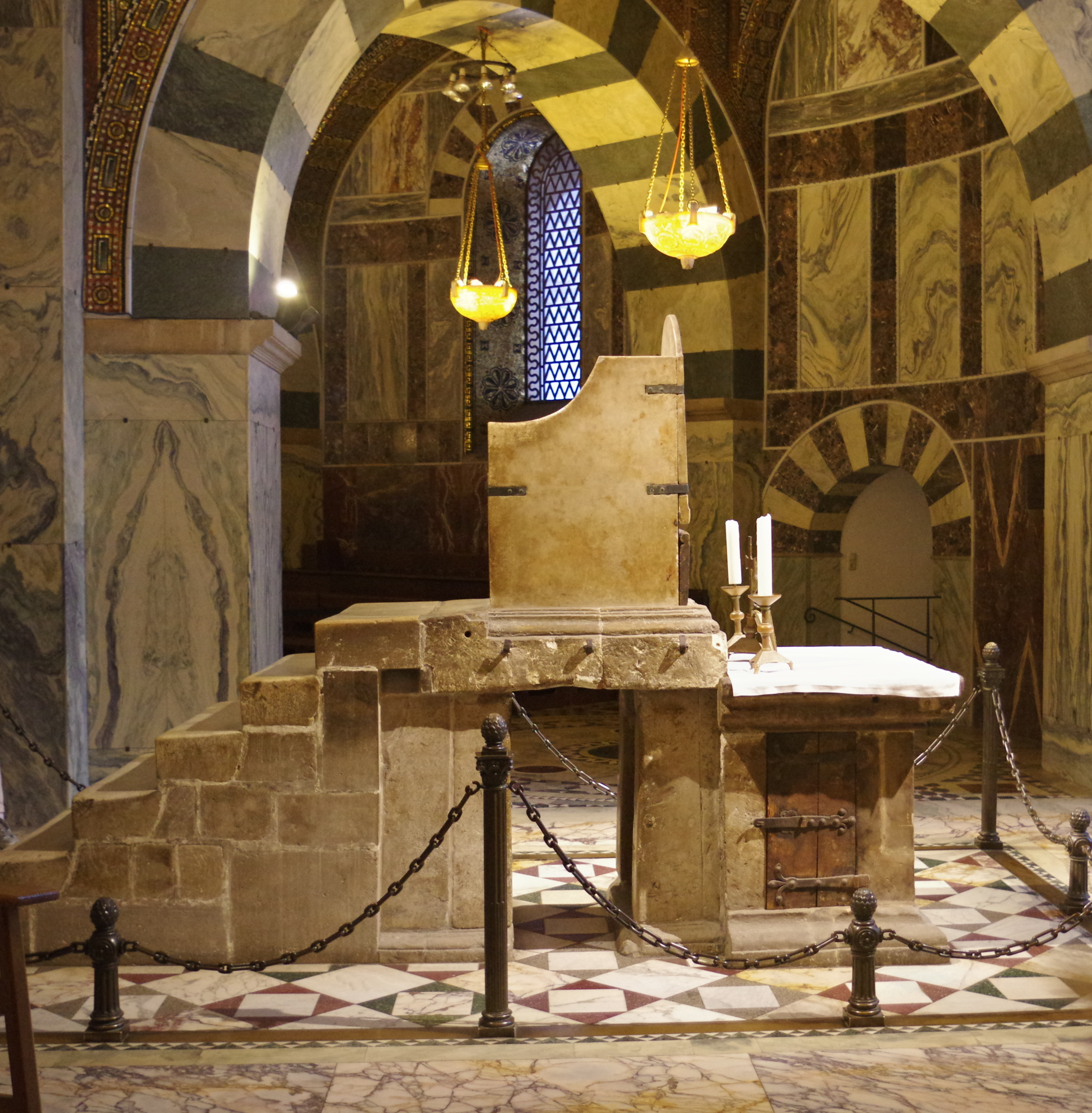
Trono di Carlo Magno nella cattedrale di Aquisgrana
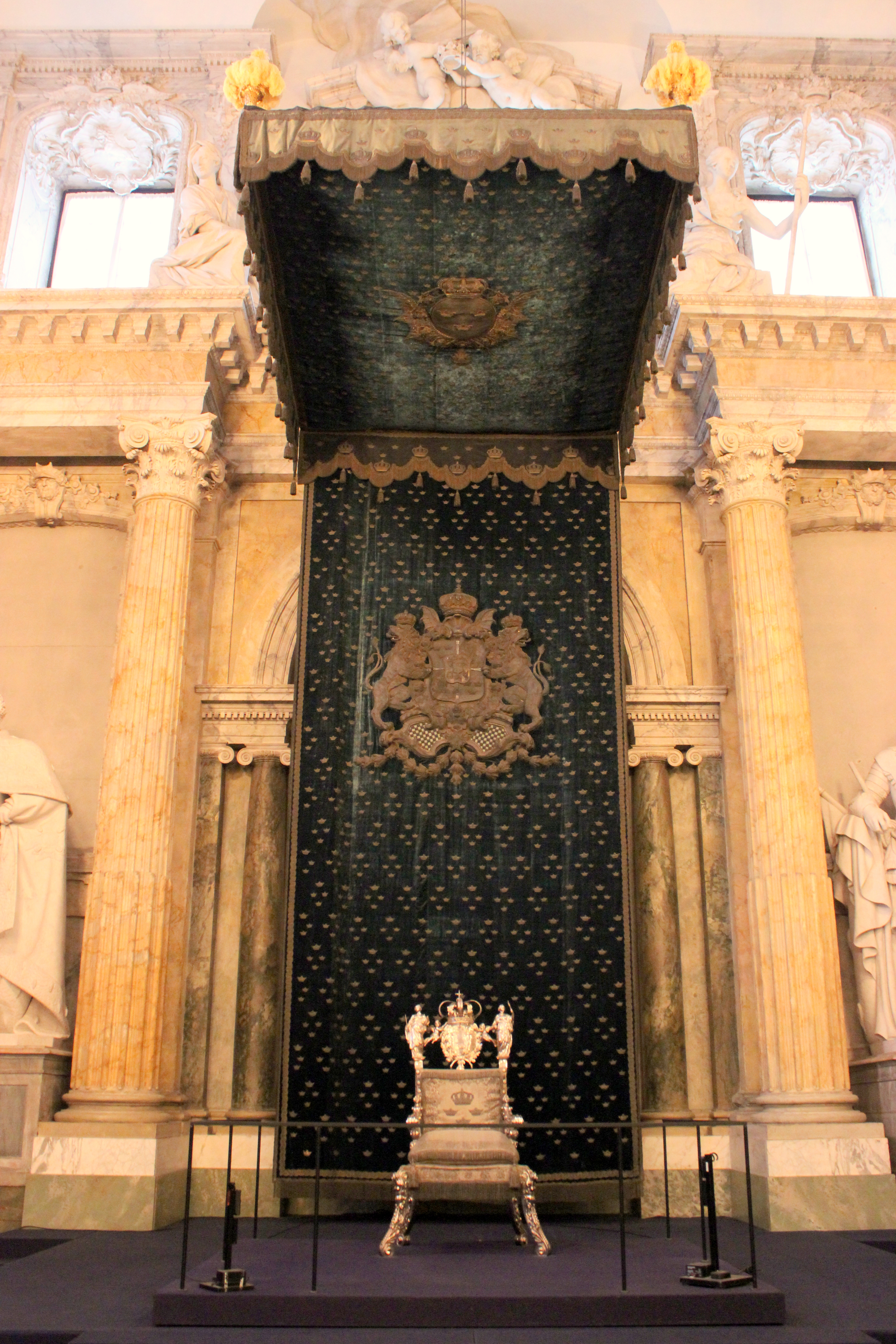
Il Trono d'argento di Svezia, all'interno del Palazzo Reale di Stoccolma
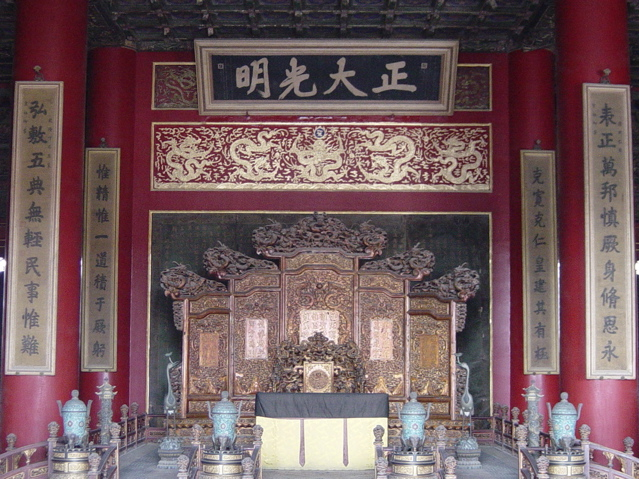
Il Trono del Drago dell'imperatore della Cina nella Città Proibita di Pechino.
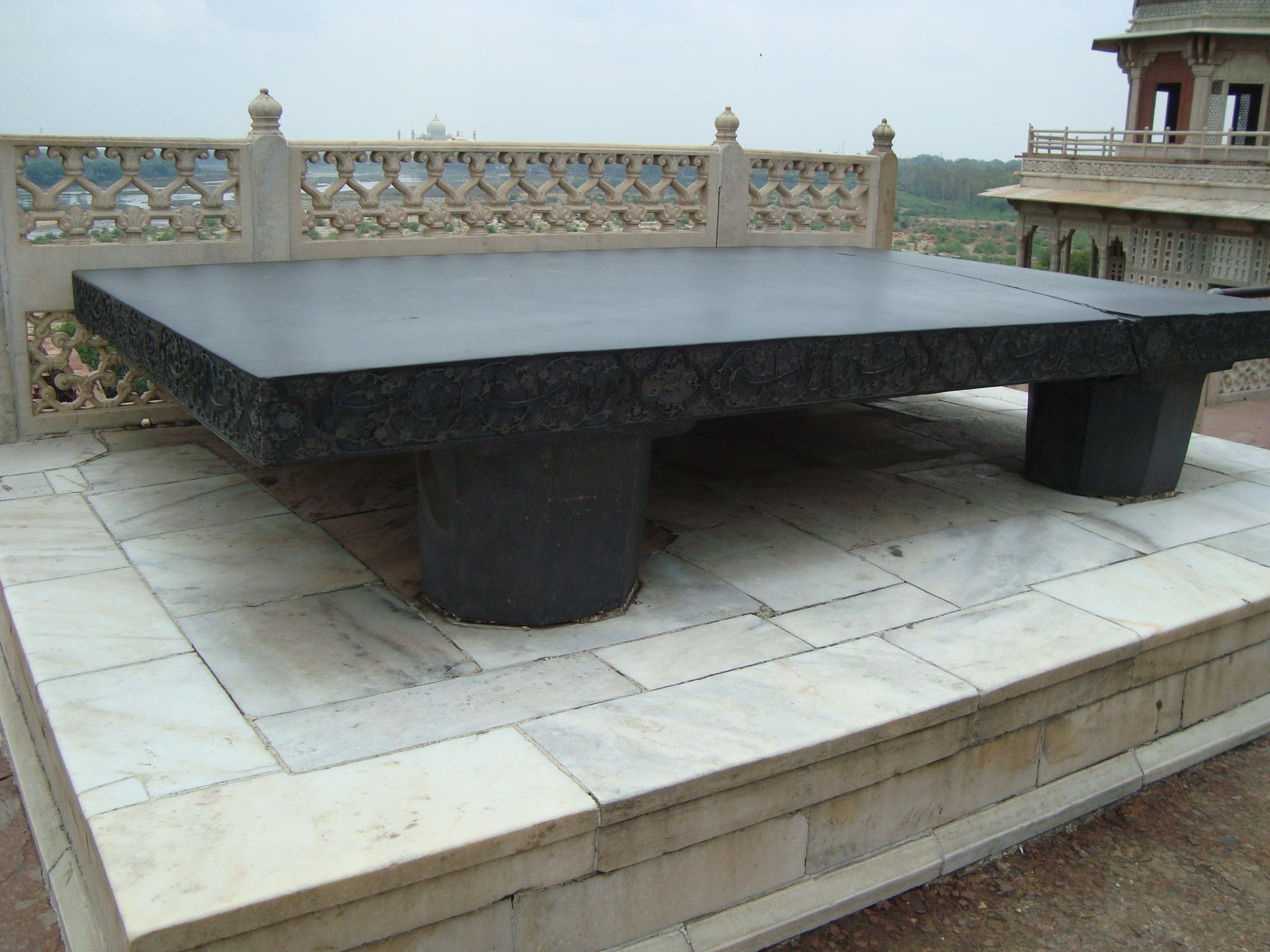
Trono di Jahangir
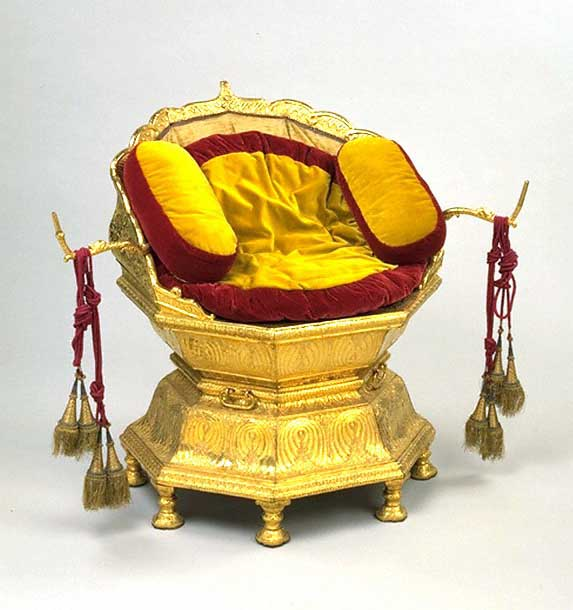
Il trono del Maharaja Ranjit Singh
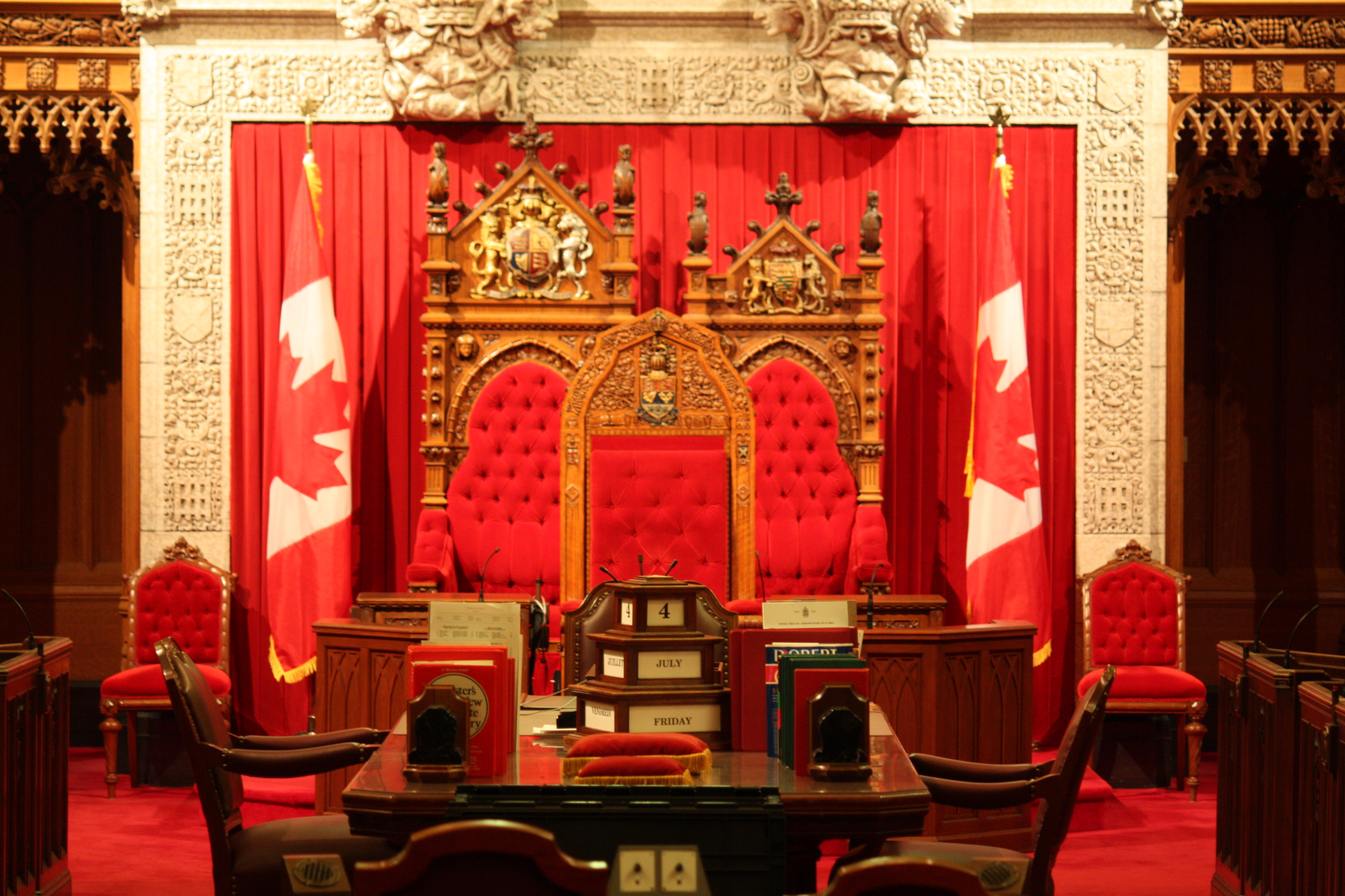
I troni per il monarca canadese (in fondo a sinistra) e la sua consorte reale (in fondo a destra) al Senato del Canada